# Суслов, Алексей Николаевич
Алексей Николаевич Суслов (1914—2003) — старшина Рабоче-крестьянской Красной Армии, участник Великой Отечественной войны, Герой Советского Союза (1945).

## Биография
Алексей Суслов родился 4 марта 1914 года в деревне Воскресенское (ныне — Галичский район Костромской области). После окончания начальной школы работал сначала в колхозе, затем плотником. В 1936—1938 годах проходил службу в Рабоче-крестьянской Красной Армии. В июле 1941 года Суслов повторно был призван в армию. Окончил полковую школу. С октября того же года — на фронтах Великой Отечественной войны. В боях четыре раза был ранен.
К январю 1945 года гвардии старшина Алексей Суслов был механиком-водителем САУ 387-го гвардейского самоходно-артиллерийского полка 12-го гвардейского танкового корпуса 2-й гвардейской танковой армии 1-го Белорусского фронта. Отличился во время освобождения Польши. 21 января 1945 года батарея Суслова в боях за Иновроцлав уничтожила около роты немецкой пехоты, 10 огневых точек, 2 дзота, при этом не понеся потерь со своей стороны.
Указом Президиума Верховного Совета СССР от 27 февраля 1945 года за «мужество и героизм, проявленные при освобождении города Иновроцлав», гвардии старшина Алексей Суслов был удостоен высокого звания Героя Советского Союза с вручением ордена Ленина и медали «Золотая Звезда» за номером 8847.
После окончания войны Суслов был демобилизован. Проживал и работал сначала на родине, затем в Галиче. Умер 2 июня 2003 года, похоронен на мемориальном участке Галичского кладбища.
Был также награждён орденами Отечественной войны 1-й и 2-й степеней, рядом медалей.